# Allee bei Arles
Allee bei Arles, auch Allee bei Arles mit Häusern, ist ein im Mai 1888 entstandenes Gemälde des niederländischen Malers Vincent van Gogh. Das in Öl auf Leinwand gemalte Bild hat eine Höhe von 61 cm und eine Breite von 50 cm. Es zeigt eine in intensiver Farbgebung ausgeführte Landschaftsdarstellung in der Umgebung der provenzalischen Stadt Arles. Das Gemälde gehört zur Sammlung des Pommerschen Landesmuseums in Greifswald.

## Beschreibung
Das als Hochformat ausgeführte Gemälde zeigt eine Landschaft in der Umgebung von Arles. Auf der linken Seite führt eine vom Rand angeschnittene Allee leicht diagonal in die Ferne zur Horizontlinie, die etwas unterhalb der Bildmitte verläuft. Die Straße wird an beiden Seiten von dichtbelaubten Bäumen flankiert. Rechts neben der Baumreihe fällt in mittlerer Entfernung der Blick auf ein zweigeschossiges Haus mit seiner Fensterfront und der seitenlichen Giebelwand. Auf der linken Seite sind hinter der Baumreihe weiter entfernt weitere Häuser erkennbar. Rechts neben dem Haus liegt eine Wiesenfläche, dahinter wird der Horizont durch eine dichte Baumvegetation begrenzt. Darüber erhebt sich großflächig der Himmel. Den Vordergrund bestimmt ein trockener Graben, der am unteren Bildrand die gesamte Bildbreite einnimmt und sich nach links diagonal bis zum Beginn der rechten Baumreihe verjüngt. Der Graben wirkt dabei wie ein auf die Allee zulaufender Weg. Am Übergang der Grabenkannte zur Wiese sind zahlreiche Blüten durch Farbtuper angedeutet. Die für van Gogh typische lebhafte Malweise zeigt darüber hinaus im Bereich des Grabens deutlich sichtbare parallel geschwungene lange Farbstriche. Weitere kurze Farbstriche deuteten im Graben Gräser an, ein wirbelartiger Farbauftrag findet sich bei der Himmelsfläche und ein ebenfalls getupfter Farbauftrag bei den Baumkronen. Auffällig ist die leuchtende Farbigkeit des Gemäldes, bei dem vor allem Abstufungen von Blau, Gelb und Grün vorherrschen. Sowohl die Häuser wie die Landstraße und auch der Graben strahlen in hellen Gelbtönen, der Bewuchs des linken Grabenrandes, die Wiesenfläche und die Baume zeigen ein sattes Grün, der Himmel strahlt in Azurblau, die Baumstämme der Allee leuchten in Hellblau. Ein dunkler blauer Streifen auf der Wiesenfläche weist auf den Schattenwurf der Baumreihe hin. Hinzu kommen blaue und grüne Farbtöne bei den Fenstern und Fensterläden, violette Pinselstriche im Graben, ockerfarbene Farbtöne in den Baumkronen und ein Farbenmix bei den Blüten am Wiesenrad. Das Bild ist nicht signiert oder datiert.

## Van Goghs Frühlingslandschaften aus Arles
Van Gogh kam im Februar 1888 aus Paris nach Arles, um im warmen Licht des Südens neue Impulse für seine Malerei zu erhalten. Der neue Wohnort zeigte sich zunächst jedoch von einer eisigen Seite, sodass sich in den ersten Motiven aus Arles eine schneebedeckte Szenerie wiederfindet. Beispielhaft hierfür ist das Gemälde Vorortlandschaft, das bereits das Element des diagonal ins Bild führenden Weges und ein in der Ferne liegendes Bauernhaus zeigt. Das Motiv der Baumreihe und eines zum Horizont geschwungenen Weges findet sich jedoch auch schon in van Goghs Pariser Zeit, wie das Gemälde Allee am Fluß in Asnierès aus dem Sommer 1887 zeigt. Im April 1888 malte van Gogh vor allem Bilder mit blühenden Bäumen. Mit dem Gemälde Wiese bei Arles zeigt er ein weiteres Frühlingsmotiv. Hier sind es am Wegesrand stehende Weidenbäume und ihre frischen Triebe. Auch in diesem Bild steht ein Haus im Hintergrund. Im Mai 1888 schuf van Gogh im Gemälde Bauernhaus mit Feldern ein ähnliches Motiv wie im Bild Allee bei Arles. Der Maler hat dabei seine Staffelei lediglich einige Meter verrückt, sodass die gleiche Allee nun am rechten Bildrand erscheint. Anhand des Motivs lässt sich auch der Standort des Malers bestimmen. Das Gebäude im Bild stand nordöstlich von Arles an der Avenue de Montmajour.

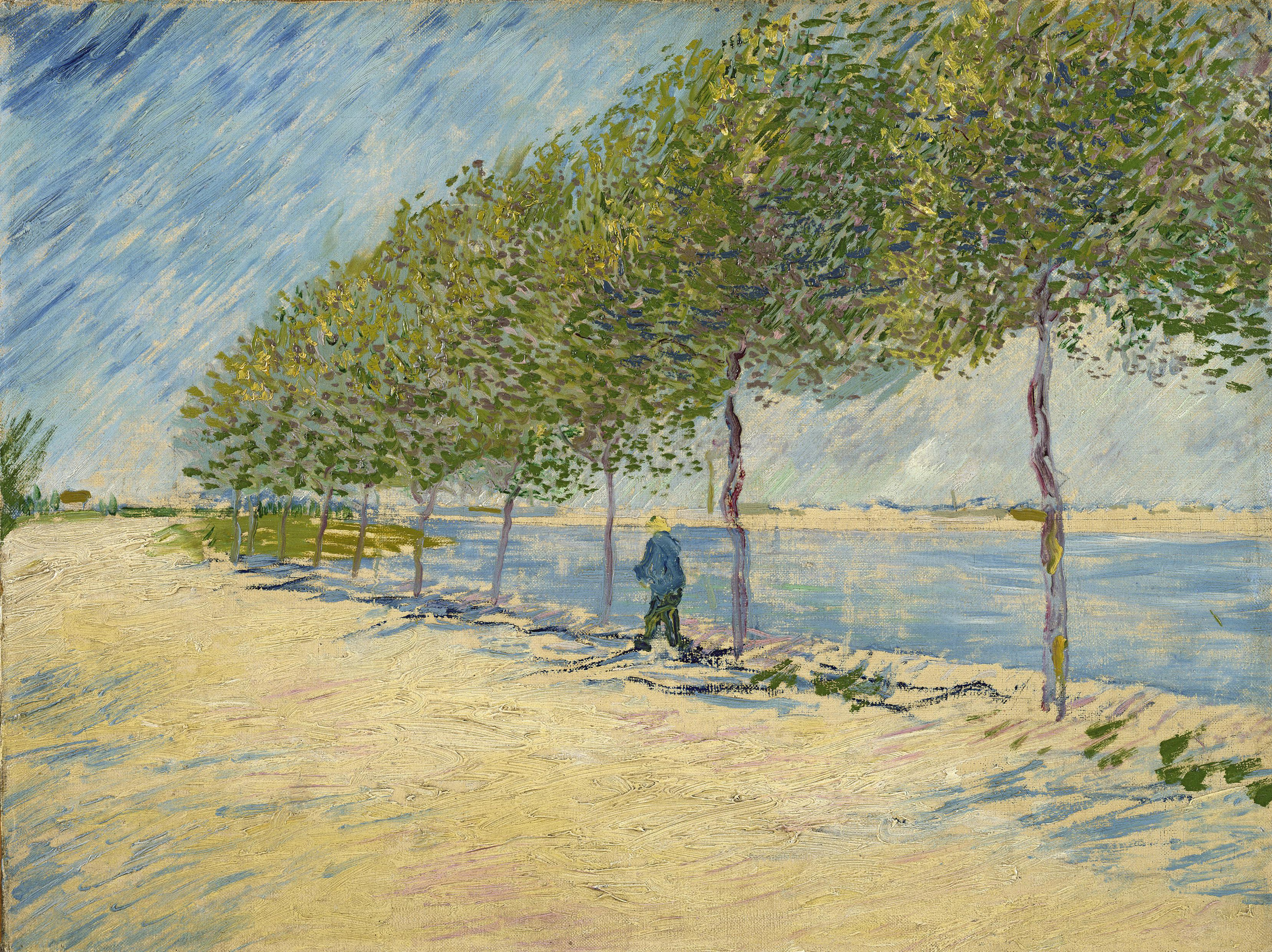
Vincent van Gogh: Allee am Fluß in Asnierès, Sommer 1887, Van Gogh Museum, Amsterdam
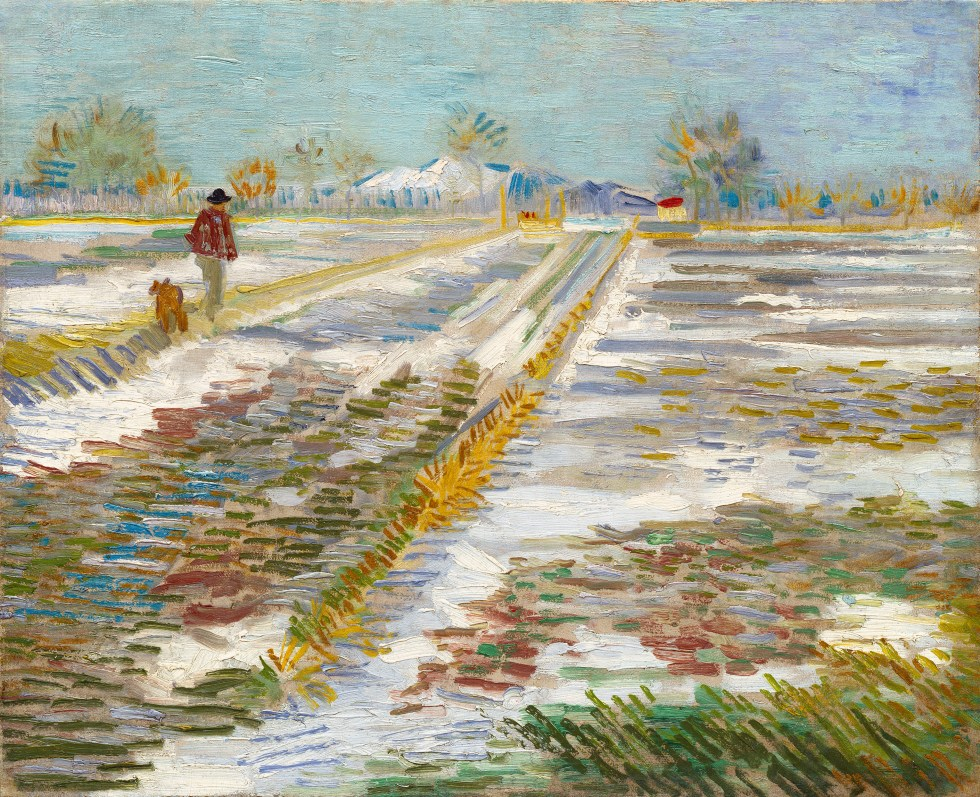
Vincent van Gogh: Vorortlandschaft, Februar 1888, Solomon R. Guggenheim Museum, New York City
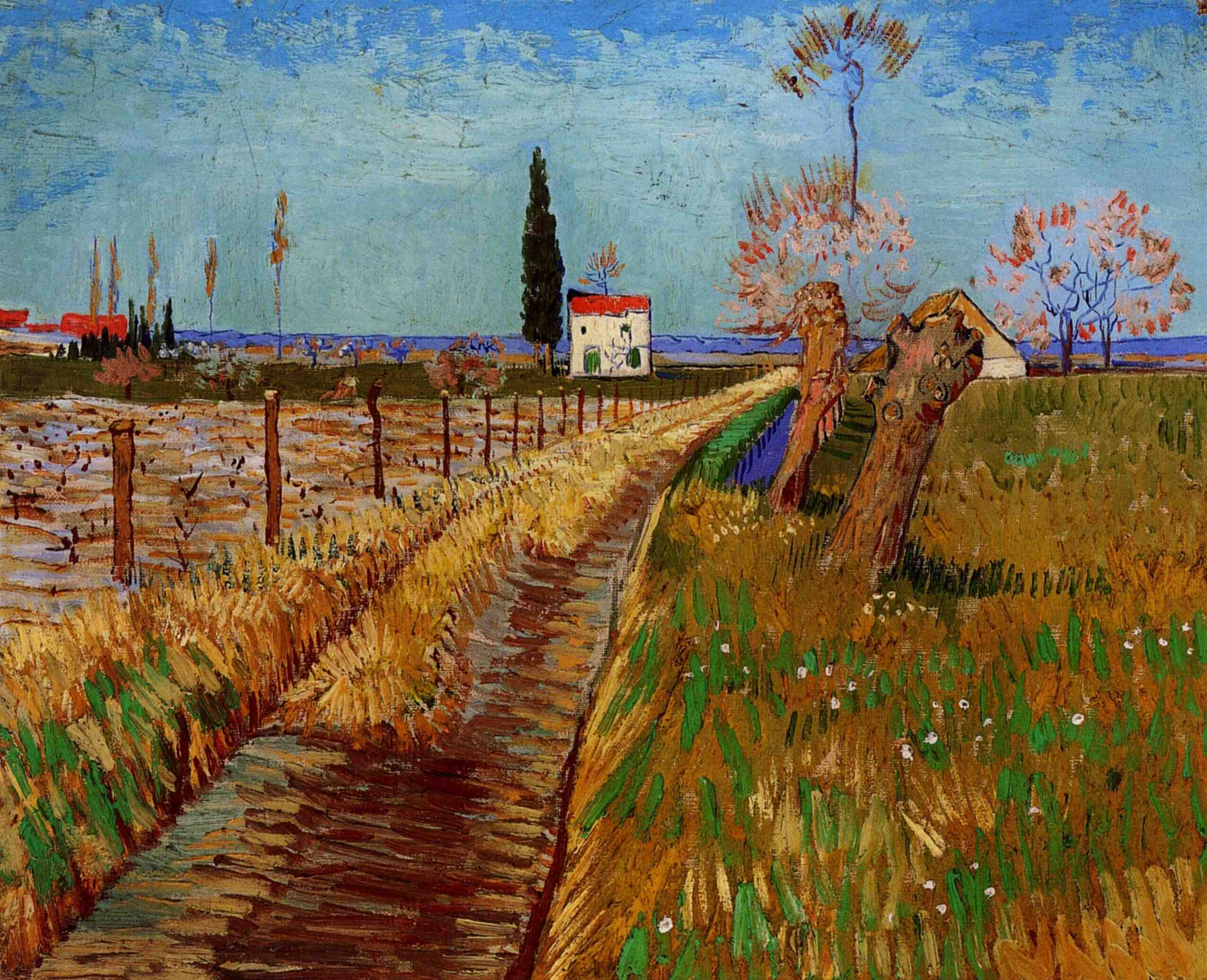
Vincent van Gogh: Wiese bei Arles, April 1888, Privatsammlung
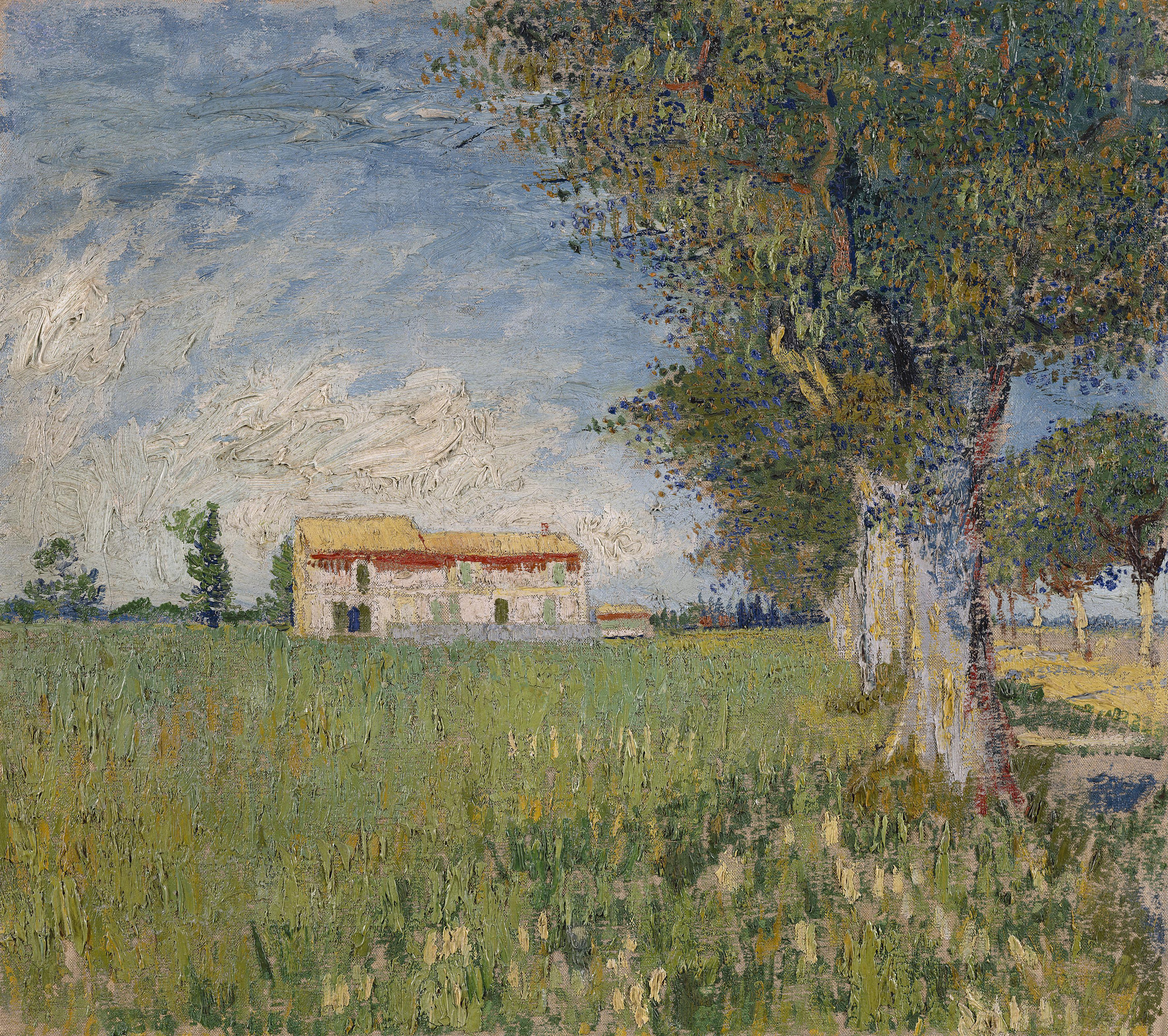
Vincent van Gogh: Bauernhaus mit Feldern, Mai 1888, Van Gogh Museum, Amsterdam

## Provenienz
Vincent van Gogh schickte das im Mai 1888 gemalte Bild mit einer Sendung weiterer Gemälde am 17. August 1888 an seinen Bruder Theo nach Paris. Nach dem Tod von Vincent van Gogh im Juli 1890 erbte Theo van Gogh das Gemälde. Er starb jedoch bereits wenige Monate später im Januar 1891, sodass das Gemälde an dessen Frau Johanna ging. Sie verkaufte das Werk im April 1906 an Amédée Schuffenecker aus Meudon, ein Bruder des Malers Émile Schuffenecker. 1910 bot die von Heinrich Thannhauser geführte Moderne Galerie in München das Gemälde an. Für 10.800 Mark erwarb das neue Städtische Museum in Stettin das Gemälde, dessen Gründungsdirektor Walter Riezler sich besonders für moderne Kunst einsetzte. Das Museum in Stettin gehörte damit neben den Museen in Frankfurt am Main, Köln und Mannheim zu den ersten öffentlichen Sammlungen in Deutschland, die ein Werk von van Gogh erwarben. Insbesondere Stettins konservative Kreise kritisierten den Kauf und warfen Riezler vor, Steuergelder zu verschwenden. Nach der Präsentation seiner Erwerbungen 1913 zur Eröffnung des neuen Museumsgebäudes entwickelte sich in der örtlichen Presse der Stettiner Museumsstreit. In einem Protestschreiben wurde „derartige perverse Kunst“ abgelehnt und behauptet „Ganz Stettin steht kopfschüttelnd vor diesen lächerlichen Pinseleien.“
Nachdem Riezler 1934 von der nationalsozialistischen Stadtregierung in den Ruhestand versetzt wurde, kam es auch in Stettin zu kulturpolitischen Eingriffen in die Museumssammlung. Im Rahmen der Aktion Entartete Kunst wurden am 5. August 1937 im städtischen Museum zahlreiche Kunstwerke beschlagnahmt, darunter zunächst auch van Goghs Allee bei Arles. Während der Großteil dieser Werke später nach Berlin transportiert wurde, gelangte van Goghs Gemälde zwei Tage später ins Museum zurück. Gegen Ende des Zweiten Weltkrieges wurden am 21. April 1945 aus dem Stettiner Museum 200 Gemälde per Bahn nach Coburg gebracht. Dort wurden die Bilder, darunter van Goghs Gemälde aus Arles, seit 1962 in der Veste Coburg ausgestellt. Mit der Gründung der Stiftung Pommern, der neuen Eigentümerin des Stettiner Museumsbesitzes, kam es ab 1966 zu Verhandlungen über den weiteren Verbleib der Sammlung, die schließlich 1970 in den Rantzau-Bau des Kieler Schlosses gelangte. Nach der deutschen Wiedervereinigung zog die Sammlung 1999 in das Pommersche Landesmuseum in Greifswald um, wo van Goghs Gemälde mit der Inventarnummer B 14/17513 geführt wird.

## Frühe Ausstellungen
- 1907 Kunsthalle Mannheim, Nr. 1074, betitelt als Baum (Pointillierter Baum)
- 1908 Kunstsalon W. Zimmermann München, No. 5 betitelt als Baumstudie
- 1910 Kunstsalon Paul Cassirer, Berlin, Nr. 30, betitelt als Landstraße in der Provence
- 1912 Sonderbundausstellung, Köln Nr. 50, betitelt als Straße von Arles[11]